# Grešlové Mýto

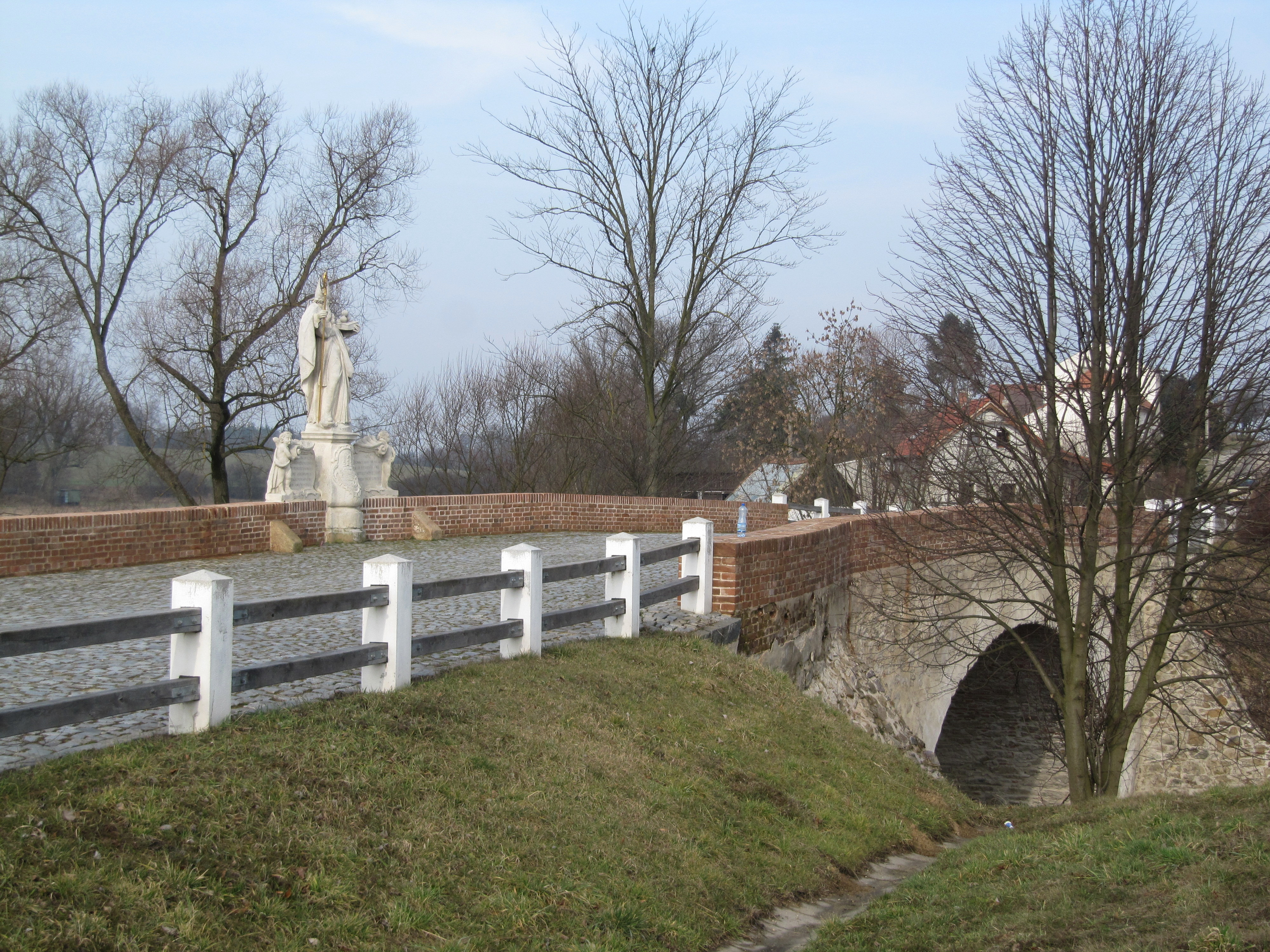
Barocke Straßenbrücke

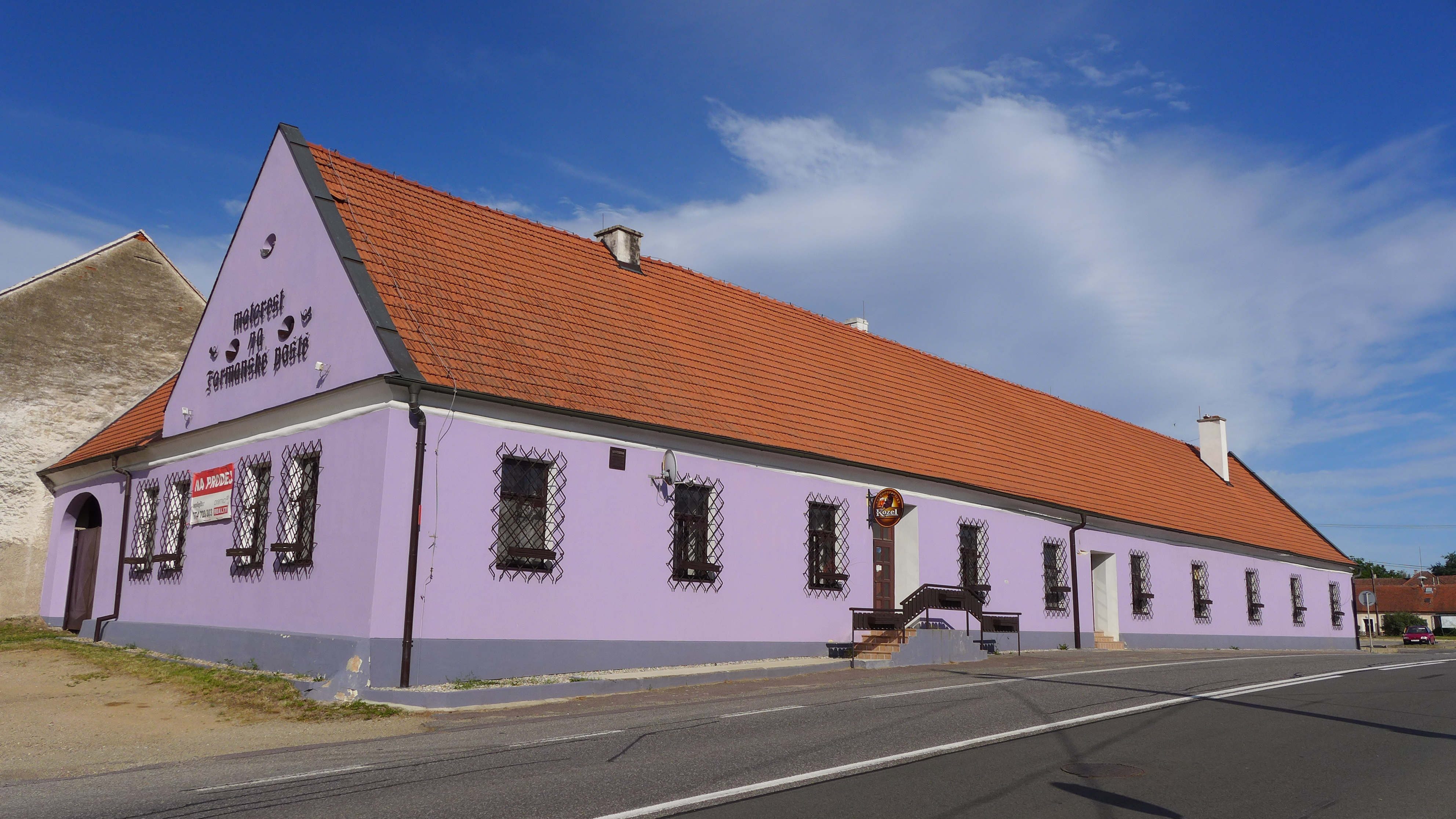
Ausspann „Zur Alten Post“

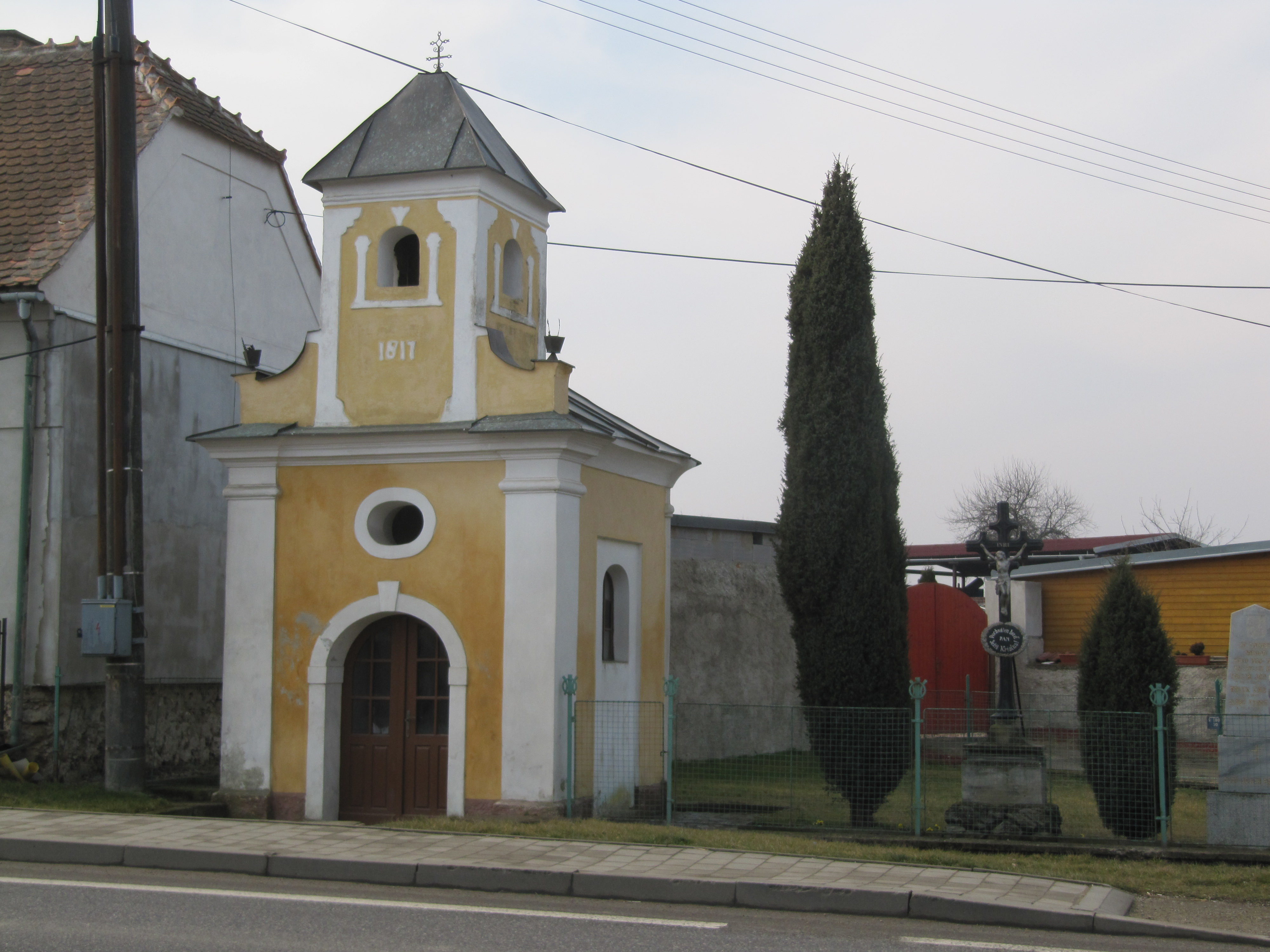
Kapelle und Kreuz

Grešlové Mýto (deutsch Gröschlmaut) ist eine Gemeinde in Tschechien. Sie liegt neun Kilometer südöstlich der Stadt Moravské Budějovice und gehört zum Okres Znojmo.

## Geographie
Das Straßendorf Grešlové Mýto erstreckt sich rechtsseitig des Jevišovkatals entlang der Europastraße 59 in der südmährischen Jevišovická pahorkatina. Nordwestlich befindet sich im Tal die Bahnstation Grešlové Mýto an der Eisenbahn Jihlava – Znojmo.
Nachbarorte sind Blanné und Prokopov im Norden, Jiřice u Moravských Budějovic im Nordosten, Boskovštejn im Osten, Pavlice im Südosten, Ctidružice im Westen sowie Blížkovice im Nordwesten.

## Geschichte
Die erste urkundliche Erwähnung von Grešlové Mýto erfolgte im Jahre 1660 im Zuge des Verkaufs des Gutes Boskovštejn durch Leopold Ferdinand Březnický von Náchod an Zdenko Bohuslav Dubský von Třebomyslice. Darin wurden vier Chaluppen an der Prager Straße, bei denen jeder der die Jevišovka überquerte ein Gröschel Maut zu entrichten hatte, als Zubehör des Gutes erwähnt.
Nachfolgend unterstand die Ansiedlung der Herrschaft Hösting, die 1680 der Marschall Jean-Louis Raduit de Souches erwarb. Nach dessen Tod fiel 1682 der Boskowsteiner Besitz an dessen schwachsinnigen Sohn Johann Ludwig, der 1717 ohne Nachkommen verstarb. Ihn beerbten seine Neffen, die Boskowstein samt Zubehör 1720 an den Hofrat Joseph Graf von Gatterburg verkauften.
1798 erwarb Anton Graf Meraviglia die Herrschaft Hösting mit den zugehörigen Dörfern Blann, Boskowstein, Gröschlmaut, Irschitz, Prokopsdorf, Roskosch und Zerkowitz. Zum Ende des 18. Jahrhunderts verschmolz das eigenständige Gut Boskowstein mit der Herrschaft Hösting.
Nach der Aufhebung der Patrimonialherrschaften wurde Boskowstein 1848 zur selbständigen Gemeinde. 1857 verkaufte die Familie Meraviglia ihre Güter in Hösting und Boskowstein an Karl Fürst von und zu Liechtenstein. Infolge seiner Lage an der bedeutenden Kaiserstraße wuchs die Siedlung zu einem Dorf an. Am 23. April 1871 wurde die Strecke der Österreichischen Nordwestbahn zwischen Znojmo und Jihlava in Betrieb genommen.
Nach dem Tode Rudolfs von und zu Liechtenstein wurden die Güter 1908 an Ferdinand Graf Trauttmansdorff verkauft. Nach der Gründung der Tschechoslowakei erfolgte zwischen 1923 und 1926 die Parzellisierung des Gutes Boskowstein.
Bei der Siedlung Nad Mírovcem befindet sich eine archäologische Fundstätte.

## Gemeindegliederung
Für die Gemeinde Grešlové Mýto sind keine Ortsteile ausgewiesen. Zu Grešlové Mýto gehört die Einschicht Mírovský Mlýn.

## Sehenswürdigkeiten
- Steinerne Brücke über die Jevišovka mit Statue des hl. Nikolaus, erbaut 1764
- Kapelle, errichtet 1817
- Ausspanne